# Okręg Entlebuch
Entlebuch (niem. Wahlkreis Entlebuch) – okręg w Szwajcarii, w kantonie Lucerna. Siedziba okręgu znajduje się w miejscowości Entlebuch.
Okręg składa się z dziewięciu gmin (Gemeinde) o powierzchni 424,59 km² i o liczbie mieszkańców 23 514.

## Gminy
1. Doppleschwand
2. Entlebuch
3. Escholzmatt-Marbach
4. Flühli
5. Hasle
6. Romoos
7. Schüpfheim
8. Werthenstein
9. Wolhusen

## Zmiany administracyjne
- 1 stycznia 2013
  - utworzenie gminy Escholzmatt-Marbach z gmin Escholzmatt i Marbach